# Madriat
Madriat is een gemeente in het Franse departement Puy-de-Dôme (regio Auvergne-Rhône-Alpes) en telt 111 inwoners (2009). De plaats maakt deel uit van het arrondissement Issoire.

## Geografie
De oppervlakte van Madriat bedraagt 4,7 km², de bevolkingsdichtheid is dus 23,6 inwoners per km².
De onderstaande kaart toont de ligging van Madriat met de belangrijkste infrastructuur en aangrenzende gemeenten.

## Demografie
Onderstaande figuur toont het verloop van het inwonertal (bron: INSEE-tellingen).